# Shankar Balasubramanian
Shankar Balasubramanian, född 30 september 1966 i Madras (nuvarande Chennai), Indien, är en indisk-brittisk kemist och forskare inom medicinsk kemi. Han är verksam vid Universitetet i Cambridge.
Tillsammans med David Klenerman uppfann han Solexa-Illumina Next Generation DNA-sekvensering (NGS), en teknik som möjliggör snabb, noggrann, kostnadseffektiv och storskalig genomsekvensering – processen att bestämma den fullständiga DNA-sekvensen av en organisms uppbyggnad. Duon grundade sedan företaget Solexa för att tillgängliggöra tekniken.
År 2020 tilldelades han Millenniumpriset för teknologi tillsammans med David Klenerman.